# Niederheuslingen
Niederheuslingen ist ein Stadtteil von Freudenberg in Nordrhein-Westfalen mit rund 410 Einwohnern.

## Geschichte
Niederheuslingen wurde im Jahr 1404 erstmals urkundlich erwähnt.
Bis zum 31. Dezember 1968 gehörte der Ort dem Amt Freudenberg an. Seit dem 1. Januar 1969 ist Niederheuslingen mit Inkrafttreten des zweiten Gesetzes zur Neugliederung des Landkreises Siegen einer von 17 Stadtteilen der Stadt Freudenberg. Durch den Ort fließt der Fischbach, ein Nebenfluss der Asdorf.

### Einwohnerentwicklung
Die Einwohnerzahlen Niederheuslingens:
| Jahr | Einwohner |
| ---- | --------- |
| 1818 | 59        |
| 1885 | 73        |
| 1895 | 81        |
| 1905 | 112       |
| 1910 | 113       |
| 1925 | 148       |

| Jahr | Einwohner |
| ---- | --------- |
| 1933 | 138       |
| 1939 | 116       |
| 1950 | 159       |
| 1961 | 149       |
| 1967 | 181       |
| 1994 | 408       |

| Jahr | Einwohner |
| ---- | --------- |
| 2000 | 413       |
| 2010 | 389       |
| 2011 | 406       |
| 2017 | 381       |
| 2019 | 397       |
| 2020 | 398       |

| Jahr | Einwohner |
| ---- | --------- |
| 2021 | 403       |
| 2022 | 413       |

## Persönlichkeiten, die mit dem Ort in Verbindung stehen
- Siegfried Vogt (1912–1998), Maler